# Sinus occipital
Le sinus occipital (ou sinus occipital postérieur) est le plus petit des sinus de la dure-mère. Il est médian et impair.

## Description
Le sinus occipital commence autour du bord du foramen magnum par plusieurs petits canaux veineux en provenance du foramen jugulaire.
Il contourne le foramen magnum puis pénètre dans le bord postérieur de la faux du cervelet.
Il communique avec les plexus veineux vertébraux postérieurs et le sinus sigmoïde.
Il se termine au confluent des sinus.

### Variation
Le sinus occipital est généralement unique, mais il y en a parfois deux.

## Historique
Les sinus occipitaux ont été découverts par Joseph-Guichard Du Verney.

## Galerie

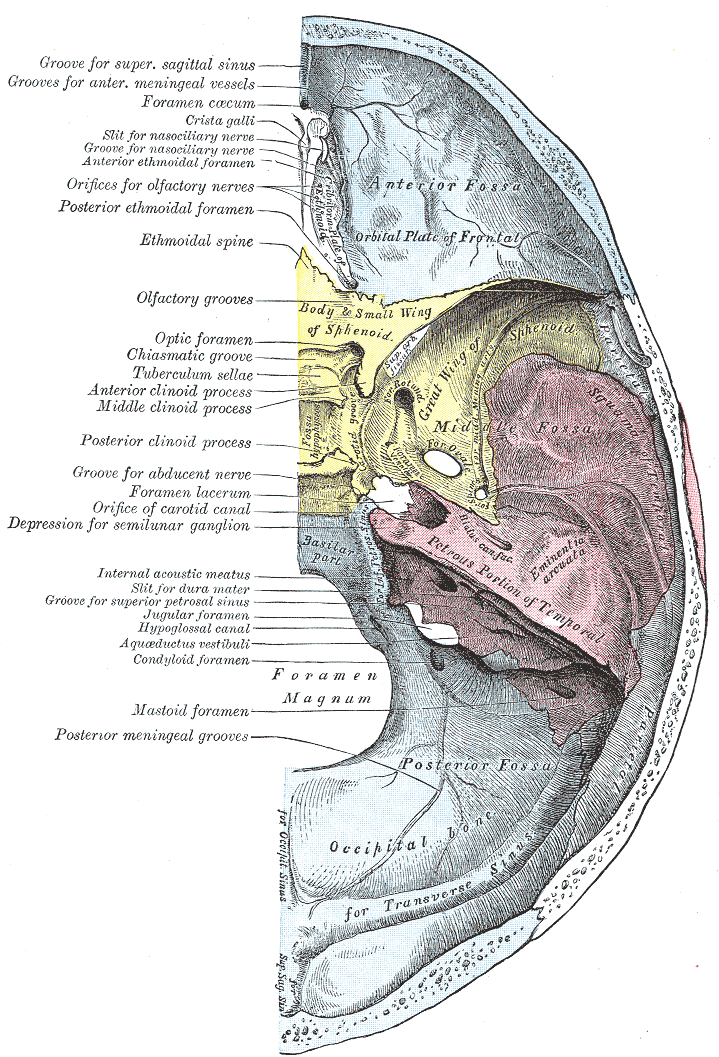
Base du crâne. Surface supérieure.
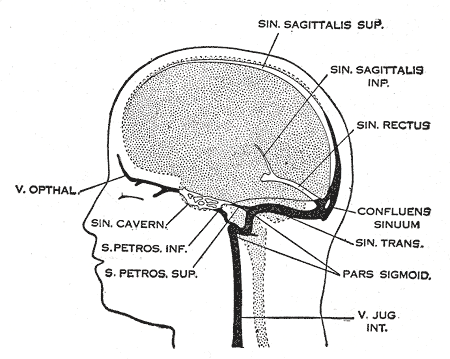
Veines durales.